# Kloster Berau
Das Kloster Berau war ein ehemaliges Benediktinerinnenkloster. Es befand sich im Ortsteil Berau der Gemeinde Ühlingen-Birkendorf im Schwarzwald im Landkreis Waldshut. Gründung und Blütezeit zählen zum Hochmittelalter (1050–1250). Von Beginn an besaß das Kloster St. Blasien die allgemeine Schirmherrschaft.

## Gründung
Abt Caspar I. schreibt in seiner Chronik:
„Der Edle, Ritter Gottfried von Berau, dessen Geschlecht im 11. und 12. Jahrhundert hier blühte, war selbst in das Kloster St. Blasien eingetreten und hat dem Gotteshaus ‚aus geneigtem Willen den ganzen Berg Berau mit Grund und Boden, samt aller Herrlichkeit, Gerichten und Rechten, Boden und Verboden, samt dem Kirchenschatze und Zehnten, nichts ausgenommen mit allem Zubehör übergeben.‘“
Die Übertragung und der Eintritt soll 1108 erfolgt sein. „Das Stift errichtete 1117 dort ein Benediktinerinnenkloster nebst einer Propstei.“
„Der Abt Rusten kann als Gründer des Frauenklosters Berau (um 1115) gelten. Vermutlich hat er den in St. Blasien bestehenden Frauenkonvent ganz dorthin verlegt.“
„Nach dem Vorbild des Tempels von St. Blasien erbauten die Mönche von dort zu Berau die Klosterkirche, welche bereits am 4. Juli 1117 eingeweiht werden konnte. Dies nahm der Bischof Bruno von Trier vor. Die neue Stiftung wurde 1120 von Papst Calixt II. und 1126 König Lothar bestätigt.“
Wappen
Die Ritter von Berau führten im Wappen drei schwarze Bärenköpfe. Auch die Herren von Sellenbüren führten das Bärenkopfwappen.

„Das Wappen des Benediktinerinnenklosters war ein oberhalber Bär (Seyler, Bistümer und Klöster). Die Abtei St. Blasien führte im Wappen außer dem bekannten, steigenden goldenen Hirsch im blauen Feld (wegen ihres Schutzpatrons, dem heiligen Blasius) auch einen ‚schwartzen Bärenkopf mit rother ausgeschlagener Zunge im gelben (goldenen) Feld‘ (wegen ihres Förderers ‚Reginberti de Seldenburon‘): ‚beide des Reichstifts und Gottes-Haus St. Blasy uralte Wappen‘ (so im kaiserlichen Diplom von 1746 über die Erhebung des Abtes in den Reichsfürstenstand). Das 1903 vom Generallandesarchiv vorgeschlagene und von der Gemeinde angenommene Wappen hatte also seinen guten Sinn.“

Frühe Erneuerungen
Bekannt wurde die Gründung schon 1125 „‚als eine öffentliche Pflanzschule durch der klösterlichen Zucht. […] Nach dem Muster dieses Klosters wurde im Jahre 1130 das neue, Einsiedeln zugehörige Frauenkloster Fahr an der Limmat zwischen Zürich und Baden eingerichtet. Von Berau kamen die ersten Klosterfrauen.‘“ Gestiftet wurde diese Gründung von den Freiherren von Regensberg.
1147 wurde das Münster mit 3 Altären zu Ehren der hl. Dreifaltigkeit, zu Ehren Maria des hl. Kreuzes und besonders zu Ehren des hl. Nikolaus und Blasius vom hochw. Herrn Bischof Hermann von Konstanz wiedergeweiht.

### Hintergrund
Die Inanspruchnahme der weltlichen Bestätigung durch den aus Sachsen stammenden König und Kaiser Lothar, der einzig bis 1137 zwischen den Saliern und Staufern herrschte, wurde infolge der Machtverschiebung im Reich, auch in Berau neu verhandelt („Wiederweihung“) – der Bischof von Konstanz repräsentierte die Zähringer und damit auch die Staufer. Ähnlich die Bestätigung bereits 1140 durch Papst Innozenz II. Die hohe Bedeutung dieser Klostergründung in dem in Bewegung geratenen Machtgefüge im 12. Jahrhundert zeigt sich auch an den weiteren Bestätigungen, die 1157 von den Päpsten Hadrian IV., und 1178 von Alexander III. vorgenommen wurden. Indiz und Folge der Bedeutung: „Das Kloster war durch viele Schenkungen und Käufe bald sehr reich an Lehensgütern in der ganzen Gegend; auch im Breisgau und in Württemberg.“
Belegung des Klosters
Adlige Damen „nahmen den Schleier“ (sie begaben sich in ein Kloster), so unter anderen Witwe Ita von Kaltenbach, deren Gemahl, Werner von Kaltenbach die Propstei Bürgeln begründet hatte, auch Luitgard von Bogen. 1317 beschränkte Abt Ulrich die Aufnahme auf 40 Klosterfrauen.

## Blütezeit

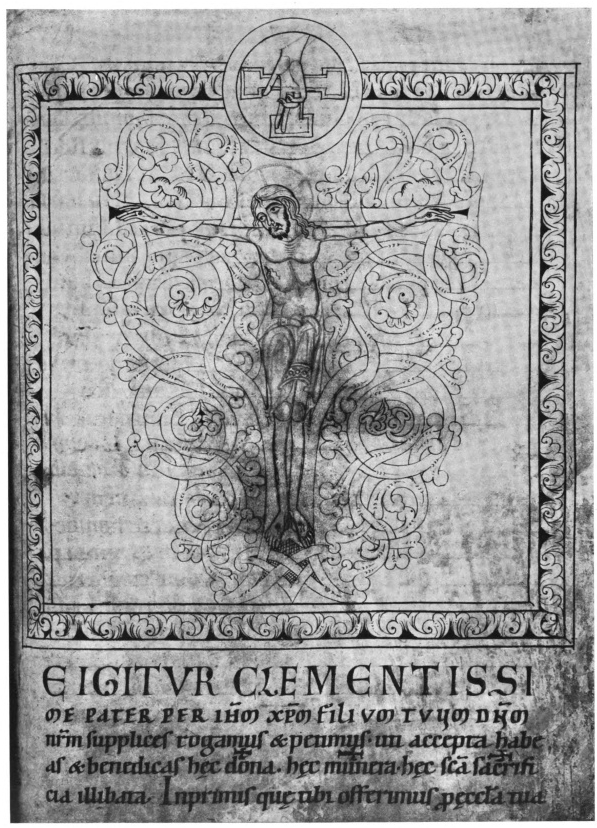
Seite im Berauer Missale heute im Stift St. Paul

Unter den Äbten Berthold I. und Gunther von St. Blasien erlebte das Kloster seine Blütezeit. 1157 gehören die Kirche zu Neunkirch und seit 1179 die Kirche von Schwerzen zu Berau.
„Das erste hölzerne Klostergebäude wurde 1188 durch Brand zerstört“ und wurde unter Abt Mangold wieder erbaut. Bischof Diethelm weihte das neue Gebäude 1193. Der Hochaltar trug die Holzfigur des Hl. Nikolaus, heute im Historischen Museum Basel. Dieser Bau bestand bis zum 9. März 1267 als ein in der Küche entstandenes Feuer erneut die Gebäude vernichtete.
Besitz
Das Kloster hatte vor allem Besitz im Wutachtal und im Klettgau, zentriert in Schwerzen (Weinanbau) und Horheim wo 1307 der Dinghof Lütislo erstmals genannt wurde. Zugehörig war auch ein Dinghof in Thayngen.

### Vogtei-Inhaber
- Die Schutzvogtei über das Kloster und das Dorf besaß seit 1287 das Schaffhauser Geschlecht der Ritter von Stade.[2] „1321 ist die Vogtei Berau im Besitz des Schaffhauser Bürgers Gozzi am Stade. Unter Abt Heinrich IV. wurde 1349 am Montag nach dem hl. Pfingstfest ein Dingrodel über alle Rechte, Zehnt- und Zinsrechte des Gotteshauses Berau aufgestellt. […] In diesem alten Rodel wird auch die Witznauer Mühle mit ihren Gütern und Gerechtsamen genannt.“

- „1446 werden als zur Vogtei Berau gehörig erwähnt: Berau, Brenden, Staufen, Bulgenbach, Leinegg, Witznau, Lochmühle und die Äußeren und Inneren Höfe bei Brenden.“ Zitate im Kapitel:[8]

- Längere Zeit gehörte das Vogtrecht den Herren von Eschenbach. Agnes von Eschenbach war mit Graf Mangold von Nellenburg verheiratet, er verkaufte das Vogtrecht um 135 Mark Silber 1448 an die Familie am Stad von Schaffhausen (unbelegt). „‚Hans am Stad burgermeister zuo Schaffhusen‘ verkaufte 1478 seine Gerechtsame an St. Blasien (Krieger). Berau gehörte zur sanktblasianischen Grafschaft Bonndorf.“[2]

- 1640 wurde nach der Zerstörung der Burg Gutenburg Berau der Obervogtei Schloss Gurtweil unterstellt.

### Über hundert Jahre in Trümmern
1424 und 1442 brannte das Kloster. Im „Eidgenossenkrieg“, auch Schweizer- oder Waldshuter Krieg brannte es 1456 und 1467, 1468 wurde es geplündert. „Erst nach 130 Jahren erstand das Gotteshaus wieder unter Abt Caspar II. im Jahre 1588. Das Stift zählte damals nur wenige Mitglieder. Meisterin war Anna Weinmann von Aichen.“ Nach anderer Darstellung wurden 1583 schon die Kirche und der Kreuzgang neu erbaut, 1589 war der Turm der Klosterkirche wieder errichtet, es fehlten aber noch mehrere Glocken – das Kloster ließ daher drei Glocken gießen, einer Sage nach vor Ort. Die Glockenweihe erfolgte 1605 durch den Konstanzer Fürstbischof Jakob Fugger. (unbelegt).
Die durch die zahlreichen Brände geschädigten Klosteranlagen wurden durch Schenkungen des umliegenden Adels immer wieder erneuert, so waren die Krenkinger, die Im Thurn, die von Schellenberg, die von Grießen, die Grafen von Lupfen und von Reischach Wohltäter des Klosters.

## 17. Jahrhundert
„1612 hatte St. Blasien die hohe Gerichtsbarkeit und die Kastenvogtei käuflich erworben, wonach der Propstei Berau die niedere Gerichtsbarkeit zustand.“ Abt Martin I. von St. Blasien erwarb 1612 die Herrschaft von Reichserbmarschall Maximilian von Pappenheim.
„Auch im Dreißigjährigen Krieg (1618–1648) hatte das Kloster sowohl von den Schweden als auch von den Österreichern schwer zu leiden.“ Zitate im Kapitel:
1663 brannte das Kloster wiederum nieder, nur das Kirchenschiff blieb stehen. Wieder wurden neue Glocken benötigt, Abt Franz ließ sie bei dem lothringischen Glockengießer Mollod herstellen. Nun bestand das Kloster bis am 4. Juli 1711, als es gegen 11 Uhr nachts durch Selbstentzündung von frischem Heu abermals völlig niederbrannte.

## Barocke Neuanlage
„Der letzte große Brand war am 14. Juli 1711. Er legte das ganze Kloster mit der Propstei in Asche und brachte einen Schaden von 60000 Gulden.“ Abt Augustin von St. Blasien beschloss den Wiederaufbau. Caspar Moosbrugger plante den Neubau. Bereits im Herbst 1711 waren Rohbauten errichtet. Das Kloster wurde zusätzlich um einen “Anstoß” erweitert. 1715 wurde die Klosterkirche unter der Meisterin Gertrud von Beck zu Willmendingen und der Vorsteherin Magdalena Tröndlin von Greiffenegg neu geweiht.
Eine Supraporte im Schloss Bürgeln zeigt die Anlage. Am 5. Dezember 1715 wurde auf den Wunsch des Konvents die Klausur neu eingeführt. 1771 erweiterte Fürstabt Martin die Klausur um die Ewige Anbetung.
1796 flüchtete sich der Konvent mit dem Archiv nach der Propstei Klingnau.

## Aufhebung
Bedingt durch den Frieden von Lunéville und als Entschädigung für den Malteserorden, nahm 1803 im Auftrag von Erzherzog Karl und dem Deutschen Ritterorden der Geheime Rat von Mandel die Gebäude provisorisch in Besitz. Damit schien der Bestand gesichert und 1805 erfolgten umfassende Renovationsarbeiten.
Es lebten noch 20 Klosterfrauen und 6 Laienschwestern in Berau, 1834 noch 9 Klosterfrauen. Großherzog Leopold erklärte im Juli 1834 das Kloster für aufgehoben, am 15. September 1834 verließen die Letzten das Kloster. Der Gesamtwert des Klosters Berau wurde auf 315.559 Gulden geschätzt (ein Gulden entsprach etwa einer Goldmark). Das Kloster besaß noch 1806 Weinberge und den Weinzehnten in Schwerzen und Bechtersbohl. Weitere Weinberge in Gurtweil und im Breisgau, auch Güterbesitz in vielen Orten zwischen Reiselfingen bis Steinenbühl, dazu Fischrechte in der Schwarza, Mettma und im Fohrenbach. Das Inventar wurde am 11. Mai 1835 versteigert. Die ehemalige Klosterkirche wurde auf Abbruch versteigert, der kupferne Turmknopf und die große Glocke samt Glockenstuhl kam auf den Turm der Pfarrkirche in Gurtweil und die Orgel in die Klosterkirche des Bonndorfer Paulinerklosters gebracht, wo sie 1842 mit den restlichen ehemaligen Klostergebäuden verbrannte. 1846 brannten die leeren Gebäude in Berau, 1847 wurden die noch vorhandenen Reste abgebrochen.

## Pfarrkirche
Etwas oberhalb des Klosters und der Klosterkirche entstand die Pfarrkirche.
Bereits 1811 hatte man sich für den Erhalt der Pfarrkirche St. Pankratius entschieden, da sie etwas näher bei dem Ort lag. Der Vorgängerbau war 1098 von Bischof von Konstanz Gebhard III. von Zähringen eingeweiht worden. 1588 wurde sie von Abt Caspar II. renoviert. 1630 bis 1631 errichtete Abt Blasius II. einen Neubau, zweiter Schutzheiliger wurde St. Oswald. 1853 brannte die Kirche bis auf das Chorgewölbe und die Außenmauern nieder. Die Pfarrkirche ist ein Buntsandsteinbau (roter Sandstein aus Hallau und Schleitheim) aus den Jahren 1853 bis 1856. Die Gebeine der Agnes von Berau wurden 1994 in den Altarraum unterhalb des Marienfensters umgesetzt.

## Legende
Als die fromme Luitgard von Wittichen, mit ihren Schwestern von Tiengen nach dem Kloster Berau durch einen finsteren Wald (Gewann Finsterloh) gehen wollte begegneten ihnen eine Räuberbande, die sie unter Spottreden und Gemeinheiten zu berauben trachteten, Luitgard aber rief Gott und den Landesherr (Zähringer) als Zeugen ihrer Guten Taten an, und durch ihre Fromme Rede und Predigt ließen die Mörder bald von ihnen ab, taten Buße und gewährten ihr Geleit nach dem Kloster Berau.

## Berauer Wuhr
Wuhren sind in die Landschaft gegrabene Wasserläufe, die von höher gelegenen Bächen oder Quellen das Wasser auf bäuerliche Wiesen, Felder oder zu Einrichtungen wie Mühlen und Sägen netzwerkartig verteilen und tieferliegend wieder sammeln und Bächen oder Flüssen zuleiten. Als ein sehr altes System ist es im Südschwarzwald – im Hotzenwald – noch rekonstruierbar aufzufinden. Da die Nutzung gemeinschaftlich organisiert war, wurde sie streng geregelt angewandt und Absprachen und Vorschriften sind schriftlich überliefert. Die ursprüngliche Erstellung ist jedoch selten dokumentiert bzw. beurkundet und kann nach Annahmen der Heimat- und Regionalforschung teils bis in die Bronzezeit zurückreichen. Das wird insbesondere von der Berauer Heidenwuhr vermutet, die im Zusammenhang mit der Wallburg, den „Heidenschanzen“ bzw. „Heidentor“ stehen könnte. Der Bereich der Wallburg war quellenlos, später versorgte die Heidenwuhr den nahegelegenen Klosterbau und die Propstei mit Wasser.

### Funktion und Geschichte
„Das Berauer Wuhr schmiegte sich mit nur 0,5 Prozent Gefälle über acht Kilometer direkt an den Hang. Bis heute ist der Aufwand erkennbar, mit dem ihre Baumeister es angelegt hatten. […] Der Wasserweg zwischen der sogenannten Heidenmühle und dem Berauer Kloster“ wird von den Forschern nicht im Zusammenhang mit der Klostererbauung 1117 angenommen, sondern mit dem „frühzeitlichen Siedlungsbau“.
„Betrieben wurde das Wuhr den historischen Hinweisen und der Geschichtsschreibung nach bis ins 17. Jahrhundert. Danach wurde es wahrscheinlich aufgrund des zu hohen Wartungsaufwands aufgegeben.“
Der 2009 gegründete Verein Historisches Berau pflegt die Wuhre einmal im Jahr und hat den Verlauf – etwa zwischen Brenden und dem Mettmabecken – mit Infotafeln und Pfosten versehen.